# Eta Lyrae
Eta Lyrae (η Lyrae, abbreviato Eta Lyr, η Lyr) è la componente principale, chiamata anche componente 'A', di un sistema stellare triplo visibile nella costellazione della Lira e situato a circa 1.390 anni luce dal Sole. La componente secondaria del sistema, o componente 'B', è la stella BD +38 3491.
Eta Lyrae è una stella binaria spettroscopica con componenti chiamate Aa (cui ci si riferisce anche con il nome di Aladfar) e Ab.

## Nomenclatura
Il nome di η Lyrae proviene dalla nomenclatura di Bayer delle stelle binarie. La sua designazione come componente A di un sistema triplo, e delle sue due stelle costituenti come componenti Aa e Ab, deriva dalla convenzione utilizzata nel Washington Multiplicity Catalog (WMC) per i sistemi stellari multipli, adottata anche dall'Unione Astronomica Internazionale (IAU).
Eta Lyrae viene spesso indicata anche con il tradizionale nome Aladfar, dall'arabo الأظفر (al-uz̧fur), che significa "gli artigli (dell'aquila in picchiata)", un nome che condivide con la stella Mu Lyrae. Nel 2016, la IAU ha istituito un gruppo di lavoro, il WGSN, avente il compito di catalogare e standardizzare i preesistenti nomi delle stelle, e il WGSN ha deciso di attribuire i nomi tradizionali alle singole stelle piuttosto che ai sistemi multipli nella loro interezza. In questo caso in particolare, il 5 settembre 2017, il WGSN ha approvato il nome Aladfar per la componente Aa del sistema triplo (ossia per la componente primaria di Eta Lyrae).

## Proprietà
Eta Lyrae è, come detto, una stella binaria spettroscopica e non può essere quindi risolta come binaria visuale. La sua classe spettrale è B2.5IV ed è quindi una subgigante blu, con una magnitudine apparente pari a +4,40 e una temperatura superficiale di circa 17360 K.

## Osservazione
Come le altre componenti della costellazione della Lira, la stella fa parte del cielo boreale, di conseguenza è maggiormente visibile dall'emisfero boreale della Terra, dove nelle serate estive alle medie latitudine raggiunge lo zenit, ed è visibile già in marzo ad est prima del sorgere del Sole, e resta visibile fino ad autunno inoltrato, quando è visibile a ovest dopo il tramonto.